# Der Soldat James Ryan
Der Soldat James Ryan (Originaltitel: Saving Private Ryan) ist ein mehrfach preisgekrönter US-amerikanischer Kriegsfilm des amerikanischen Regisseurs Steven Spielberg aus dem Jahr 1998. Der Film startete am 8. Oktober 1998 in den deutschen Kinos. Der Film wurde mit fünf Oscars und zwei Golden Globes ausgezeichnet.

## Handlung
Der Film beginnt damit, dass ein betagter amerikanischer Kriegsveteran mit seiner Familie den Soldatenfriedhof Normandy American Cemetery and Memorial besucht und an einem der Gräber tief bewegt niederkniet. 
Eine Rückblende beginnt am Tag der Invasion der Alliierten in der Normandie am 6. Juni 1944, dem D-Day, an dem die Army-Rangers-Einheit von Captain Miller in der ersten Welle an Omaha Beach landet. In dem Gemetzel gelingt es Miller, einen Großteil seiner Männer vom Strand bis an die Deckung bietende Böschung zu führen. Dort angekommen, muss Miller feststellen, dass er der ranghöchste noch lebende Offizier an dem Strandabschnitt ist. Er formiert die versprengten Truppen, und es gelingt ihnen unter seinem Kommando, die deutschen Verteidigungsstellungen auszuschalten. Nach der Schlacht schwenkt die Kamera auf einen der tausenden Gefallenen am Strand, der den Namen „Ryan“ auf seinem Rucksack trägt. Diese Überleitung führt in die Militärverwaltung in den USA. Dort wird man auf das Schicksal der Familie Ryan aufmerksam, als festgestellt wird, dass in der Normandie zwei der Brüder Ryan, die in der US Army dienten, gefallen sind. Der dritte der Brüder war bereits eine Woche zuvor in Neuguinea im Kampf gegen die Japaner gefallen. Von den vier Brüdern ist nun James Francis Ryan der letzte, der noch am Leben ist. Aufgrund dieses großen Verlustes für die Familie entscheidet der Generalstab auf Weisung von General George C. Marshall, dass James zurück nach Hause geholt werden soll, um das Leid seiner Mutter zu lindern.
Captain Miller erhält den Spezialauftrag zur Evakuierung Ryans und stellt ein achtköpfiges Einsatzteam zusammen, um ihn zu finden. Dabei greift er auf die besten Soldaten seiner Einheit zurück: Technical Sergeant Horvath (als sein Stellvertreter), Private Reiben (Maschinengewehrschütze), Private Jackson (Scharfschütze), Private Caparzo (Schütze), Private Mellish (Schütze) und 4th Grade Technician Wade (Sanitäter). Da ein Dolmetscher gebraucht wird, der sich mit den Deutschen und der französischen Bevölkerung verständigen kann, holt Miller außerdem den unerfahrenen Kartografen 5th Grade Technician Upham in das Team.
Ryan gehört nach Informationen Millers den Fallschirmjägern der 101. US-Luftlandedivision an, die verstreut hinter den feindlichen Linien in der Normandie gelandet sind.
Angekommen in dem französischen Dorf Neuville-au-Plain, versucht ein Einwohner dem Soldaten Caparzo sein Kind anzuvertrauen. Dabei wird Caparzo von einem deutschen Scharfschützen angeschossen und bleibt auf der Straße liegen. Da der Scharfschütze nur darauf wartet, dass weitere Soldaten in sein Schussfeld laufen, um dem Verletzten zu helfen, kann ihn niemand aus der Gefahrenzone holen. Als der amerikanische Scharfschütze Private Jackson den Deutschen durch dessen Visier tödlich trifft, ist der am Boden liegende Caparzo bereits tot.
Beim Einsturz einer Mauer steht Millers Gruppe plötzlich einigen deutschen Soldaten in einem Verschlag gegenüber. Als sich beide Gruppen mit gezogenen Waffen gegenseitig zur Aufgabe auffordern (Mexican Standoff), verlassen plötzlich andere amerikanische GIs ihre Deckung in einem gegenüberliegenden Haus und eröffnen das Feuer auf die Deutschen, wodurch diese getötet werden. Der Kommandeur dieser Einheit gibt an, dass ein Soldat namens Ryan unter ihnen ist. Schnell wird jedoch klar, dass es sich dabei nicht um den gesuchten Soldaten handelt, da seine Brüder noch nicht im wehrpflichtigen Alter sind.
Millers Trupp zieht daraufhin weiter durch die ländlichen Regionen der Normandie, in denen zuvor Fallschirmjäger abgesetzt wurden. Dabei treffen sie auf eine deutsche MG-Stellung. Nach kurzer Planung stürmen sie die Stellung und töten alle Soldaten bis auf einen. Der Sanitäter Wade wird dabei von mehreren Kugeln getroffen und stirbt unter den Händen seiner hilflosen Kameraden, da diese keine medizinischen Kenntnisse haben. Aus Wut möchte der Rest des Trupps den sich ergebenden Landser erschießen. Upham weist darauf hin, dass Kombattanten, die sich ergeben, als Kriegsgefangene zu behandeln sind und nicht getötet werden dürfen. Captain Miller entscheidet, den Landser fortzuschicken. Er soll sich der nächsten alliierten Einheit, auf die er stößt, ergeben. Die Gruppe stellt daraufhin die gesamte Mission in Frage, da nun bereits zwei Männer auf der Suche nach Ryan gefallen sind und man nicht einmal genau weiß, ob dieser überhaupt noch am Leben ist. Besonders Reiben ist so verärgert, dass er kurz davor steht zu desertieren und Sergeant Horvath ihn deswegen zu erschießen droht. Miller kann die angespannte Situation aber entschärfen, und Reiben verbleibt bei der Truppe.
Sie finden den gesuchten Ryan, als sie vor einem deutschen Sondierungstrupp mit einem Schützenpanzerwagen in Deckung gehen, der plötzlich aus dem Hinterhalt von Ryan und zwei weiteren Fallschirmjägern unter Beschuss genommen wird. Gemeinsam zerstören sie das Halbkettenfahrzeug der Deutschen und erschießen alle aussteigenden Soldaten in einem kurzen Feuergefecht.
Ryan und seine Handvoll Kameraden sind schwach bewaffnet und haben den Befehl, eine für beide Seiten wichtige Brücke in der Ortschaft Ramelle gegen einen erwarteten Vorstoß der Deutschen zu verteidigen. Er weigert sich deshalb, unter dem Schock der Nachricht vom Tod seiner Brüder, seine Kameraden zu verlassen. So fasst Miller den Entschluss, mit seinen Männern bei der Verteidigung der Brücke zu helfen und erst danach Ryan nach Hause mitzunehmen.
Als ranghöchste Soldaten übernehmen Captain Miller und Sergeant Horvath das Kommando und es gelingt ihnen, dank ihrer Kampferfahrung und viel Improvisation einen wirksamen Verteidigungsplan für die Brücke aufzustellen: Die feindliche Infanterie soll mit zwei taktisch geschickt platzierten Maschinengewehren und mehreren beweglichen Schützentrupps abgewehrt werden. Für die Panzerabwehr stehen selbst gebastelte Haftbomben und Brandflaschen sowie zwei Bazooka zur Verfügung. Die Brücke wird mit Sprengsätzen bestückt, um sie zu zerstören, falls sie nicht mehr gehalten werden kann.
Kurz darauf rücken die Deutschen in massiver Überzahl in die Stadt ein, unterstützt durch mehrere Kampf- und Schützenpanzer. Die Amerikaner können zwar das Überraschungsmoment nutzen und aus dem Hinterhalt angreifen, im Laufe des anschließenden Gefechts werden jedoch sämtliche GIs außer Miller, Upham, Reiben und Ryan getötet. Da die Brücke nicht mehr gehalten werden kann, soll sie von der sicheren Seite aus gesprengt werden. Upham muss mitansehen, wie Captain Miller beim Rückzug von dem deutschen Soldaten angeschossen wird, den die Gruppe kurz zuvor an der MG-Stellung laufen lassen hatte. Jener hatte sich zwischenzeitlich wieder einer deutschen Einheit angeschlossen, anstatt sich den Alliierten zu ergeben.
Als in letzter Minute amerikanische Luftunterstützung und Panzerverbände eintreffen, ziehen sich die verbliebenen Deutschen zurück und die Brücke kann doch noch gehalten werden. Upham stellt nun den zuvor verschonten deutschen Soldaten und erschießt ihn, als er sich erneut ergeben will. Im Sterben liegend, fordert Miller James Ryan auf, etwas Besonderes aus seinem Leben zu machen und zu beweisen, dass er die Aktion wert war.
Der Film macht zum Schluss einen Sprung zurück zur Anfangsszene. Der Veteran, nun klar als James Ryan erkennbar, salutiert vor dem Grab des Captains und holt sich von seiner Frau die Bestätigung, tatsächlich etwas Besonderes aus seinem Leben gemacht zu haben und ein guter Mensch gewesen zu sein. Seine Frau entfernt sich zu der Familie, während Ryan noch am Grab verweilt.

## Entstehungsgeschichte

### Drehbuch
Drehbuchautor Robert Rodat las zu der Zeit, zu der das Drehbuch zu Der Soldat James Ryan entstand und sich die Landung in der Normandie zum fünfzigsten Mal jährte, viel über den D-Day. Er stellte sich vor, dass es sicher sehr schlimm sei, bei solch einem Ereignis einen Sohn zu verlieren, doch noch schlimmer sei es sicher, wenn mehrere Söhne dabei ihre Leben lassen würden. Zusätzliche Inspiration bot das Schicksal der Niland-Brüder. Binnen kurzer Zeit war einer der vier Brüder als vermisst gemeldet, zwei weitere fielen in der Normandie. Aufgrund der Sole Survivor Policy wurde der angenommen letzte lebende Bruder nach Hause geschickt. Diese war aufgrund des Schicksals der Sullivan-Brüder eingeführt worden.
Die Produzenten Mark Gordon und Gary Levinson von der Mutual Film Company, denen Rodat das Originalkonzept der Geschichte vorlegte, waren begeistert.

### Besetzung
Wunschkandidat für die Rolle des Captain Miller war der zweifache Oscar-Preisträger Tom Hanks. Hanks hatte in vorangegangenen Jahren mit seinen Rollen in den Filmen Philadelphia und Forrest Gump Academy Awards gewonnen und sich vor allem mit der Rolle des AIDS-kranken Andrew Beckett als Schauspieler ernster Rollen etabliert. Ihn reizte an dem Buch vor allem, dass keine taktischen Manöver, sondern menschliche Erfahrungen im Mittelpunkt stünden.
Tom Sizemore, der vorher u. a. in Natural Born Killers zu sehen war, erhielt die Rolle des Sergeant Horvath. Die Rolle des aufzufindenden James Francis Ryan erhielt Matt Damon, der ein Jahr zuvor zusammen mit seinem Schauspielerkollegen Ben Affleck den Drehbuch-Oscar mit Good Will Hunting gewonnen hatte.
Für den Regieposten war Steven Spielberg vorgesehen. Spielberg hatte in den vergangenen Jahren zahlreiche Erfolge mit Filmen wie Der weiße Hai, E.T. – Der Außerirdische, Jurassic Park und der Indiana-Jones-Reihe gehabt und war 1994 für seinen Film Schindlers Liste mit dem Oscar als Bester Regisseur ausgezeichnet worden. Spielberg, der eine Affinität zu Filmen hat, die in den 1930er und 1940er Jahren spielen, reizte das Skript: „Die Aufgabe bestand hauptsächlich darin, jemanden aus einem guten Grund zu retten. Das zog mich an der Geschichte an.“
Die Rolle des Private Adrian Caparzo erhielt Vin Diesel, nachdem er Spielberg einen dreiseitigen Brief geschrieben hatte, in dem er seine Verehrung der Arbeit Spielbergs schilderte, besonders Schindlers Liste. Spielberg war bereits vorher durch Diesels selbstgedrehten und -produzierten Kurzfilm Multi-Facial auf ihn aufmerksam geworden, der 1995 auf dem Filmfestival in Cannes gelaufen war.
Für die Rolle eines deutschen Landsers war zunächst Til Schweiger vorgesehen, der jedoch ablehnte, weil er grundsätzlich keine Nazis spielen wolle. Schließlich wurde die Rolle an Joerg Stadler vergeben.

### Drehorte
Für den ersten Teil des Films, der die Invasion an der Küste der Normandie am 6. Juni 1944 zeigt, musste ein dem Originalschauplatz ähnlicher Drehort gefunden werden. Die historischen Strände von Omaha Beach konnten nicht genutzt werden, da sie historische Denkmäler sind und über die Jahre ausgebaut wurden, so dass sie nicht mehr denen von 1944 gleichen. Nachdem die Location Scouts wochenlang in Frankreich, England und Irland gesucht hatten, wurden sie im irischen County Wexford fündig. Ein Strandabschnitt in der Nähe von Ballinesker erschien ihnen als geeignet. Der Verantwortliche für das Szenenbild, Tom Sanders, begann mit dem Bau deutscher Bunker und stellte den Strand voller Tschechenigel.
Nachdem man in Irland die Invasionsszene abgedreht hatte, verlegte man den Arbeitsschwerpunkt nach England. Hier war eine stillgelegte Anlage von British Aerospace, die etwa 45 Minuten nördlich von London lag, Hauptschauplatz der Dreharbeiten. Während die Gebäude als Büros und Werkstätten genutzt wurden, bauten Tom Sanders und sein Team auf den nahe gelegenen Wiesen ein zerbombtes französisches Dorf im Maßstab 1:1 auf.

### Dreharbeiten
Bevor mit den Dreharbeiten begonnen wurde, erhielten die Hauptdarsteller eine zehntägige militärische Grundausbildung. Der ehemalige Captain der US-Marines Dale Dye und die Mitarbeiter seiner Firma Warriors Inc. übernahmen hierbei die Leitung. Dale Dye schulte sie in Waffendrill, Nahkampf, Einzelmanövern und -taktiken. Zudem lernten sie die im Zweiten Weltkrieg gängige Militärsprache und Handzeichen. Dabei nannte er sie stets nur bei den Nachnamen ihrer im Film zu spielenden Figuren. Dye ließ sie aus Konservendosen essen, schoss auf sie mit Platzpatronen, schlug auf sie ein und ließ sie in der freien Wildnis kampieren, um sie an das Soldatendasein zu gewöhnen. Der Schauspieler Edward Burns sagte im Nachhinein über diese „Grundausbildung“: „Es war die schlimmste Erfahrung meines Lebens.“
Als Komparsen wollte Spielberg zunächst Soldaten der britischen Armee anheuern. Seine Forderung von tausend Soldaten erschien dem Militär allerdings übermäßig. Schließlich erklärte sich das irische Militär bereit, Soldaten als Komparsen abzustellen. Viele von ihnen hatten schon Erfahrung im Filmgeschäft, da sie einige Jahre zuvor in Mel Gibsons Film Braveheart eingesetzt worden waren.
Spielberg legte bei den Dreharbeiten viel Wert auf eine wirklichkeitsgetreue Darstellung. Um das Ganze realistischer wirken zu lassen, verzichtete er auf vorher angefertigte Storyboards und nutzte vorzugsweise Handkameras, um den Eindruck eines Dokumentarfilms zu erwecken.

## Hintergrund
Private ist der Dienstgrad des einfachen Soldaten, in den US-Streitkräften kurz Pvt.
Die Rahmenhandlung basiert in ihren Grundzügen auf einer wahren Begebenheit: Zwei der vier Niland-Brüder waren während der Invasion in der Normandie gefallen und der dritte, ein Bomberpilot, wurde vermisst und aufgrund der Umstände ebenfalls für tot gehalten. Um deren Mutter nicht noch eine vierte Todesnachricht überbringen zu müssen, startete die US-Army eine Evakuierungsmission zur Rettung des vermeintlich einzigen noch lebenden Sohnes Frederic „Fritz“ Niland (Name im Film: James Francis Ryan). Davon abgesehen sind die Details der Handlung und die Figuren des Filmes frei erfunden. Die Inszenierung der Kriegsgräuel gilt als stilbildend und beeinflusste nachhaltig die filmische Darstellung von Kriegen.

## Sonstiges
- Der Soldat James Ryan bietet eine filmische Umsetzung der Landung der Alliierten in der Normandie am „D-Day“, dem 6. Juni 1944. Während auf allen anderen Stränden die Landung durch Artillerie- und Luftangriffe gut vorbereitet war und weitgehend planmäßig verlief, kam es auf dem im Film gezeigten Abschnitt Omaha Beach zu sehr hohen Verlusten für die Alliierten. In diesem von der Wehrmacht gut gesicherten Teil der „Festung Europa“ blieben die deutschen Befestigungen und Streitkräfte weitgehend unversehrt und konnten heftiges Abwehrfeuer leisten, dem die US-Infanteristen am Strand schutzlos ausgeliefert waren. Zahlreiche Soldaten wurden bereits beim Verlassen der Landungsboote oder wenige Sekunden danach getötet oder verwundet. Außerdem gingen 27 von 29 auf See zur Unterstützung ausgesetzten schwimmfähigen Sherman-DD-Panzer in der rauen See unter.

- Es kommt oft das Wort Fubar vor.

Dialog: Pvt. Reiben: Even if you think the mission’s FUBAR, Captain? Capt. Miller: „Especially if you think the mission’s FUBAR.“ Corp. Upham:„What’s FUBAR?“ (Deutsch: Dialog: Pvt. Reiben: „Selbst wenn Sie denken, die Mission ist FUBAR, Captain?“ Capt. Miller: „Insbesondere, wenn Sie denken die Mission wäre FUBAR“. Corp Upham: „Was ist FUBAR?“)
- In dem Film wird der Brief an Mrs. Bixby zitiert.
- Zwischen dem Film und dem Original-Drehbuch von Robert Rodat gibt es erhebliche Unterschiede. So fehlt die Rahmenhandlung auf dem Soldatenfriedhof in der Normandie völlig; außerdem überlebt laut Drehbuch Captain Miller zusammen mit Ryan und Reiben das Gefecht in Ramelle, während Upham ums Leben kommt.[7]
- Der Film veranlasste Steven Spielberg, das Videospiel Medal of Honor (1999) zu entwickeln. Insbesondere Medal of Honor: Allied Assault (2002) weist frappierende Ähnlichkeiten mit dem Film auf.
- Carlos Hathcock traf im Vietnamkrieg tatsächlich einen gegnerischen Scharfschützen durch dessen Zielfernrohr ins Auge und tötete ihn.

- 2014 wurde der Film ins National Film Registry aufgenommen.[8]

## Synchronisation
Die deutschsprachige Synchronisation entstand bei der Berliner Synchron, nach einem Dialogbuch von Alexander Löwe und unter der Dialogregie von Frank Schaff.
| Rolle                               | Schauspieler    | Synchronsprecher     |
| ----------------------------------- | --------------- | -------------------- |
| Captain John H. Miller              | Tom Hanks       | Arne Elsholtz        |
| Sergeant Mike Horvath               | Tom Sizemore    | Jörg Hengstler       |
| Pvt. Richard Reiben                 | Edward Burns    | Johannes Berenz      |
| Pvt. Daniel Jackson                 | Barry Pepper    | Michael Iwannek      |
| Pvt. Stanley Mellish                | Adam Goldberg   | Dietmar Wunder       |
| Pvt. Adrian Caparzo                 | Vin Diesel      | Marco Kröger         |
| Sanitäter Irvin Wade                | Giovanni Ribisi | Gerrit Schmidt-Foß   |
| Corporal Timothy Upham              | Jeremy Davies   | Timmo Niesner        |
| Pvt. James Francis Ryan             | Matt Damon      | Matthias Hinze       |
| Captain Fred Hamill                 | Ted Danson      | Klaus-Dieter Klebsch |
| Sergeant William Hill               | Paul Giamatti   | Hans-Jürgen Wolf     |
| Lt. Col. Walter Anderson            | Dennis Farina   | Michael Telloke      |
| Deutscher Soldat „Steamboat Willie“ | Joerg Stadler   | Joerg Stadler        |
| Cpl. Henderson                      | Max Martini     | Detlef Bierstedt     |
| Lt. DeWindt                         | Leland Orser    | Uwe Büschken         |
| Fallschirmspringer Joe              | Nick Brooks     | Matthias Klages      |
| Pvt. Toynbe                         | Dylan Bruno     | Björn Schalla        |
| Pvt. Rice                           | Gary Sefton     | Thomas Nero Wolff    |
| Pvt. James Frederick Ryan           | Nathan Fillion  | Frank Schaff         |
| General George C. Marshall          | Harve Presnell  | Michael Chevalier    |
| Colonel im Kriegsministerium        | Bryan Cranston  | Frank Glaubrecht     |
| Colonel # 2 im Kriegsministerium    | Dale Dye        | Ernst Meincke        |
| Pvt. James Francis Ryan (alt)       | Harrison Young  | Otto Mellies         |

## Kritik
Der Filmdienst vergab dem Werk vier von fünf möglichen Sternen und hob hervor, dass „die konsequente und erschütternde Rekonstruktion des Krieges als Schreckensbild des kollektiven Todes […] dem Film einen hohen humanitären Rang“ verleihe, auch wenn das Drehbuch nicht „die geistige Dimension beizusteuern“ vermag, die der Film verdient hätte.

## Auszeichnungen
Oscars 1999
- Beste Kamera – Janusz Kaminski
- Beste Regie – Steven Spielberg
- Bester Schnitt – Michael Kahn
- Bester Ton – Gary Rydstrom, Gary Summers, Andy Nelson, Ronald Judkins
- Bester Toneffektschnitt – Gary Rydstrom, Richard Hymns

und nominiert für
- Bestes Make-up – Lois Burwell, Conor O’Sullivan, Daniel C. Striepeke
- Beste Musik – John Williams
- Bester Film – Steven Spielberg, Ian Bryce, Mark Gordon and Gary Levinsohn, Producers
- Bester Hauptdarsteller – Tom Hanks
- Bestes Originaldrehbuch – Robert Rodat
- Bestes Szenenbild – Tom Sanders; Set Decoration: Lisa Dean Kavanaugh

Golden Globe Awards 1999
- Bester Film – Drama
- Beste Regie

und nominiert für
- Bester Hauptdarsteller – Drama: Tom Hanks
- Bestes Filmdrehbuch
- Beste Filmmusik

Die Deutsche Film- und Medienbewertung (FBW) in Wiesbaden verlieh dem Film das Prädikat „besonders wertvoll“.

## Fernsehserien
Wegen des Erfolges von Der Soldat James Ryan produzierten Steven Spielberg und Tom Hanks für den Pay-TV-Sender HBO die zehnteilige Miniserie Band of Brothers – Wir waren wie Brüder, die 2001 erstausgestrahlt wurde. Es folgte 2010 eine weitere Miniserie über den Zweiten Weltkrieg im Pazifikraum mit dem Titel The Pacific.

## Jugendschutz
Der Film ist in Deutschland ab 16 Jahren freigegeben, somit darf eine Fernsehausstrahlung erst ab 22 Uhr erfolgen. ProSieben kürzte den Film um 7 Minuten und legte ihn in der gekürzten Fassung am 21. März 2001 der Freiwilligen Selbstkontrolle Fernsehen erneut zur Prüfung vor, um diesen bereits ab 20 Uhr senden zu können. Diese stimmte der gekürzten Fassung zu, woraufhin ProSieben eine Ausnahmegenehmigung nach § 3 Abs. 7 S. 1 RStV bei der zuständigen Medienanstalt Berlin-Brandenburg beantragte.
Dem Sender wurde darauf trotzdem eine Ausstrahlung vor 22 Uhr verweigert, da die Medienanstalt Berlin-Brandenburg trotz der gekürzten Fassung immer noch eine Gefahr der Beeinträchtigung von Jugendlichen unter 16 Jahren sah.